# 場線

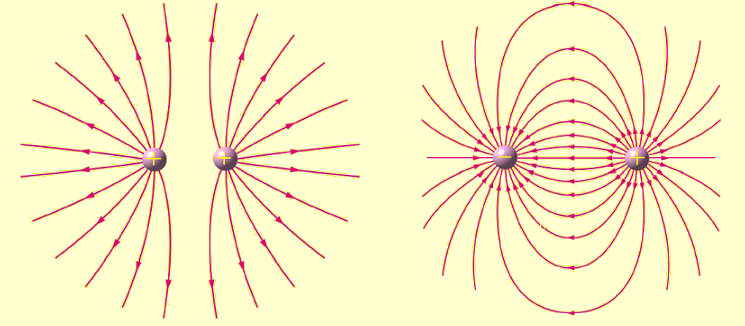
圖左是兩個同電量的正電荷的電場線。圖右是一個電偶極子的電場

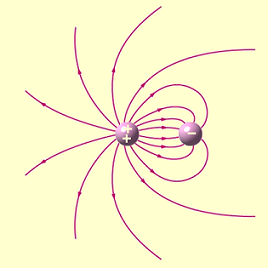
不同電量的正電荷與負電荷的電場線

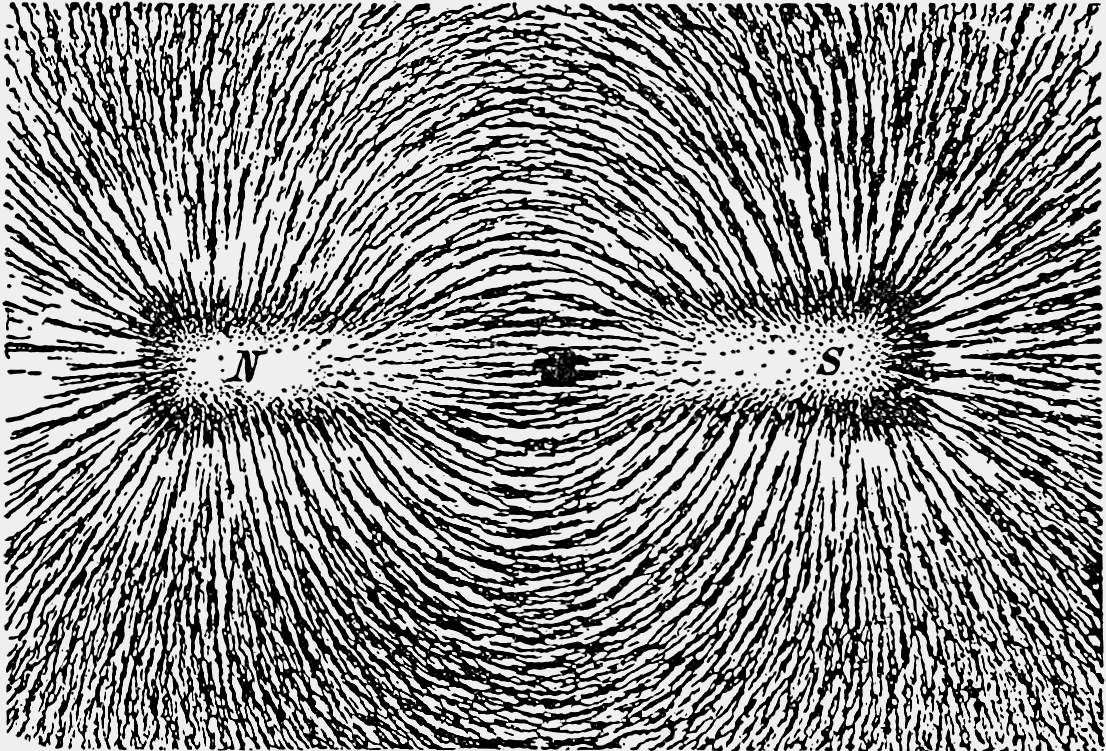
透過鐵粉顯示出的磁場線。將條狀磁鐵放在白紙下面，鋪灑一堆鐵粉在白紙上面，這些鐵粉會依著磁場線的方向排列，形成一條條的曲線，在曲線的每一點顯示出磁場線的方向

場線是由向量場和初始點設定的軌跡。在空間裏，向量場在每一個位置，都設定了一個方向。只要按照向量場在每一個位置所指的方向來追蹤路徑，就可以素描出正確的場線。更精確地說，場線在每一個位置的切線必須平行於向量場在那一個位置的方向。
在空間內，由於，伴隨著每一個點的向量，組合起來，構成了向量場，場線可以說是一個專為向量場精心打造的顯像工具，能夠清楚地顯示出向量場在每一個位置的方向。假若向量場描述的是一個速度場，則場線跟隨的是流體的流線。在磁鐵的四周灑散鐵粉，可以清楚地顯示出磁場的磁場線。靜電荷的場線稱為電場線，從正電荷往外擴散，朝著負電荷聚集。
對於一個向量場，假若能夠完整地描述其所有的場線，那麼，這向量場在每一個位置的方向已完全地被設定了。為了同時表示出向量場的大小值，必須變化場線的數量，使得場線在任意位置的密度等於向量場在那位置的大小值，也就是說單位面積所含的場線越多，則向量場越強，反之則向量場越弱。
場線的圖案能夠用來表達某些重要的向量微積分概念。場線從某一個區域的往外擴散或往內聚斂可以表達散度。場線的螺旋圖案可以表達旋度。
雖然大多數時候，場線只是一個數學建構，在某些狀況，場線具有實際的物理意義。例如，在電漿物理學裏，處於同一條場線的電子或離子會強烈地相互作用；而處於不同場線的粒子，通常不會相互作用。
1851年，法拉第提出了場線的概念。

## 參閱
- 力場
- 電場線（line of force）
- 論法拉第力線
- 電磁場的數學表述